# کارلوس گامارا
کارلوس گامارا (انگلیسی: Carlos Gamarra؛ زادهٔ ۱۷ فوریهٔ ۱۹۷۱) بازیکن فوتبال سابق اهل پاراگوئه است. از باشگاه‌هایی که در آن بازی کرده‌است می‌توان به باشگاه فوتبال آ.ا.ک آتن، اینتر میلان، بنفیکا و اتلتیکو مادرید اشاره کرد.
وی همچنین در تیم ملی فوتبال پاراگوئه بازی کرده‌است. و در سه جام جهانی ۱۹۹۸، ۲۰۰۲ و ۲۰۰۶ برای تیم ملی کشورش به میدان رفت. او با انجام ۱۱۰ بازی ملی رکورد دار بازی ملی در تاریخ تیم ملی پراگوئه است.